# Barratts struikzanger
Barratts struikzanger (Bradypterus barratti) is een zangvogel uit de familie Locustellidae. Deze vogel is genoemd naar zijn ontdekker, de Engelse verzamelaar Frederick Ambrose Barratt (1850-1908).

## Verspreiding en leefgebied
Deze soort komt voor in zuidoostelijk Afrika en telt vier ondersoorten:
- B. b. barratti: noordoostelijk Zuid-Afrika en zuidwestelijk Mozambique.
- B. b. godfreyi: de laaglanden van oostelijk Zuid-Afrika.
- B. b. cathkinensis: de hooglanden van oostelijk Zuid-Afrika en Lesotho.
- B. b. priesti: oostelijk Zimbabwe en het westelijk-centraal Mozambique.

## Status
De grootte van de populatie is niet gekwantificeerd maar de soort wordt omschreven als algemeen in geschikt habitat. Op de Rode lijst van de IUCN heeft deze soort de status niet bedreigd.